# 维森布龙
维森布龙是德国巴伐利亚州的一个市镇。总面积10.57平方公里，总人口961人，其中男性481人，女性480人（2011年12月31日），人口密度91人/平方公里。